# 雅内勒·萨隆
雅内勒·伊洛娜·萨隆（法語：Janelle Illona Salaün，2001年9月5日—），生于巴黎，法国女子篮球运动员，2023年欧洲女子篮球锦标赛铜牌得主、2024年夏季奥林匹克运动会女子银牌得主。